# Axel Fredrik Tigerstedt
Axel Fredrik Tigerstedt, född 20 november 1860, död 26 november 1926 i Grankulla, var en finländsk geolog och dendrolog. Han var far till Eric och Örnulf Tigerstedt samt farfar till Peter Tigerstedt.
Tigerstedt blev filosofie kandidat 1883, var statsgeolog 1885–1887, intendent vid Industristyrelsen 1887–1901 och dess överintendent 1901–1917. Han utförde geologiska undersökningar bland annat i trakten av sjön Höytiäinen, på Jussarö (rörande magnetismen) och vid Orijärvi gruvområde. Han blev 1901 ägare till Mustila gård i Elimä, där han inrättade Arboretum Mustila. Han tilldelades verkligt statsråds titel 1913.